# (17945) Hawass
(17945) Hawass (1999 JU8) – planetoida z pasa głównego asteroid okrążająca Słońce w ciągu 4,13 lat w średniej odległości 2,57 j.a. Odkryta 14 maja 1999 roku.